# Microlicia ordinata
Microlicia ordinata är en tvåhjärtbladig växtart som först beskrevs av John Julius Wurdack, och fick sitt nu gällande namn av F.Almeda och Angela Borges Martins. Microlicia ordinata ingår i släktet Microlicia och familjen Melastomataceae. Inga underarter finns listade i Catalogue of Life.